# Dědkovo
Dědkovo je přírodní památka mezi obcemi Lhota u Olešnice v okrese Blansko a Bolešín v okrese Žďár nad Sázavou. Důvodem ochrany je zachování biotopu a populace střevíčníku pantoflíčku a populace dalších druhů organismů, vyskytujících se v podrostu lesního společenstva, typy přírodních stanovišť a druhy, pro které byla jiným právním předpisem vyhlášena EVL Dědkovo a které se nacházejí na území přírodní památky.

## Vodstvo
Na jižní straně teče kolem přírodní památky Tresenský potok, západní hranici tvoří jeho bezejmenný pravostranný přítok.

## Fotogalerie

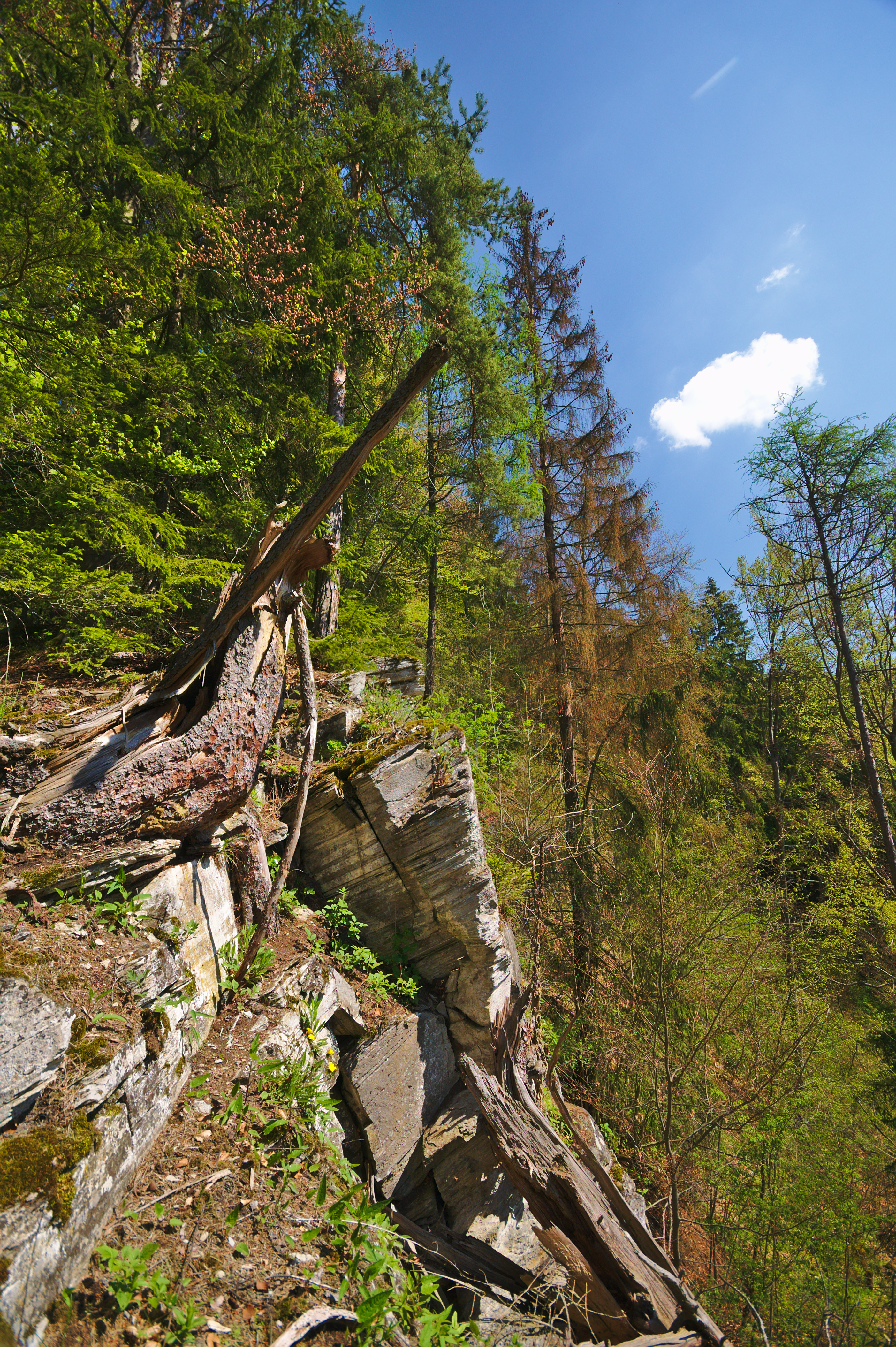
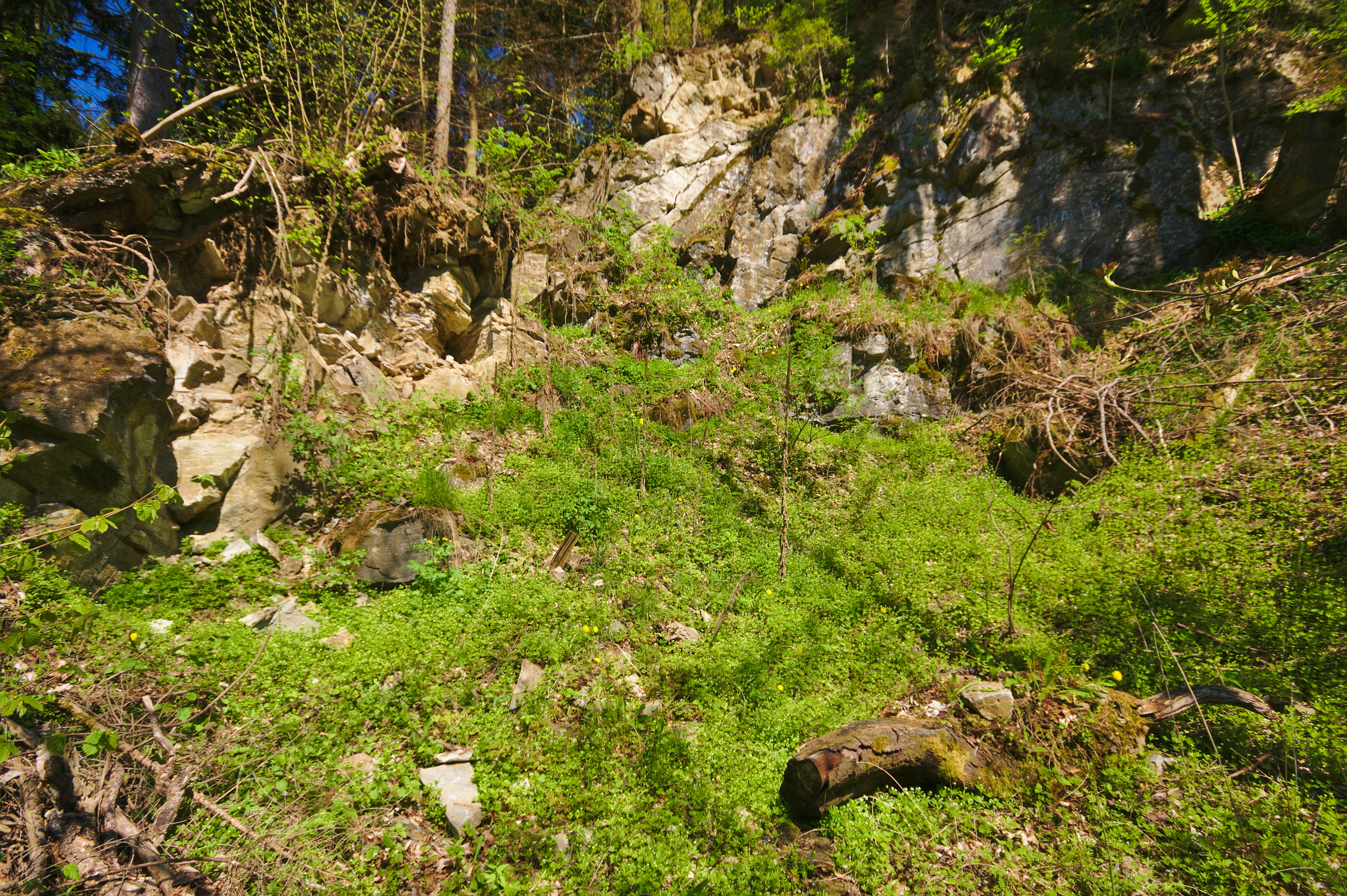
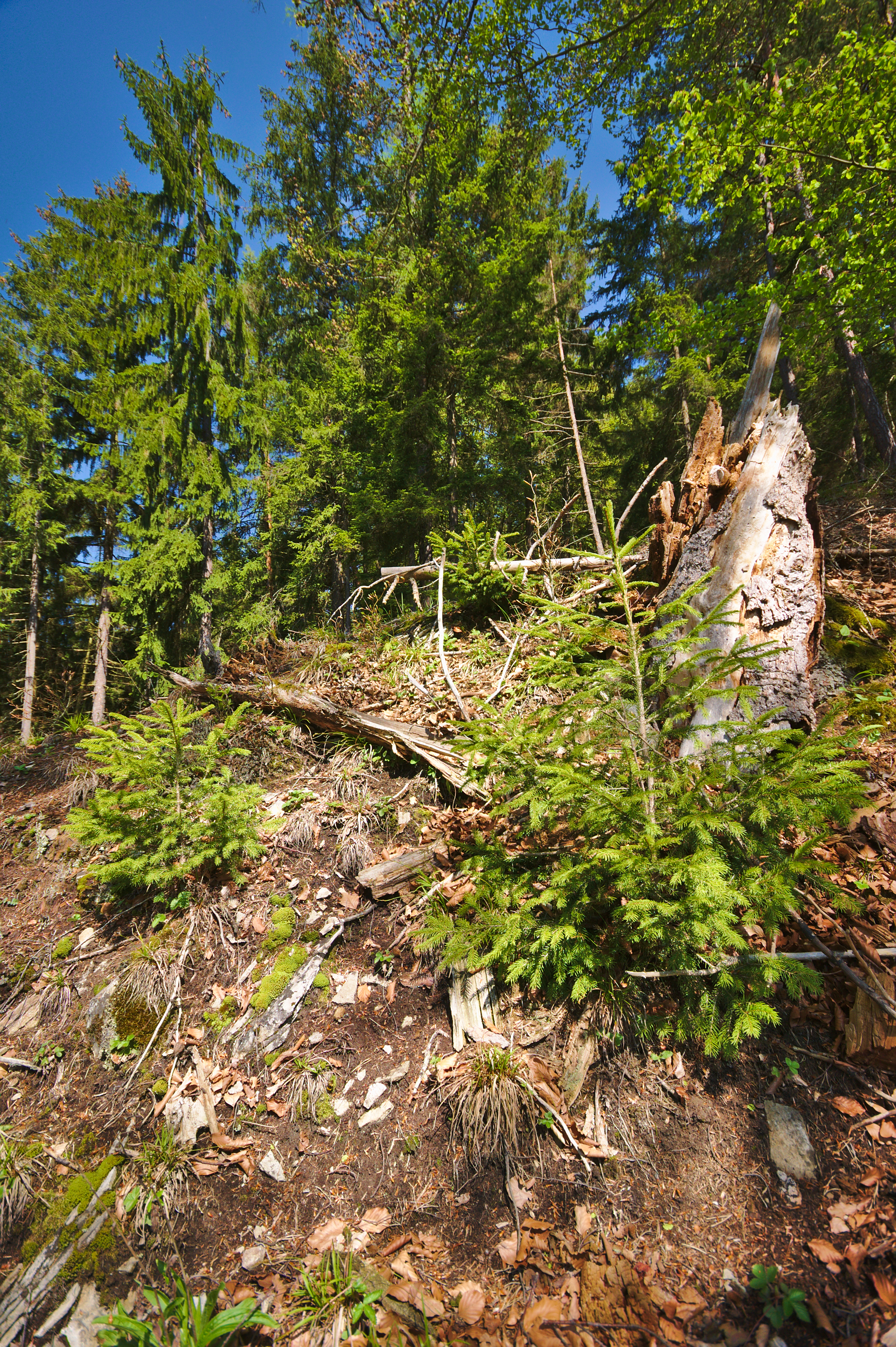
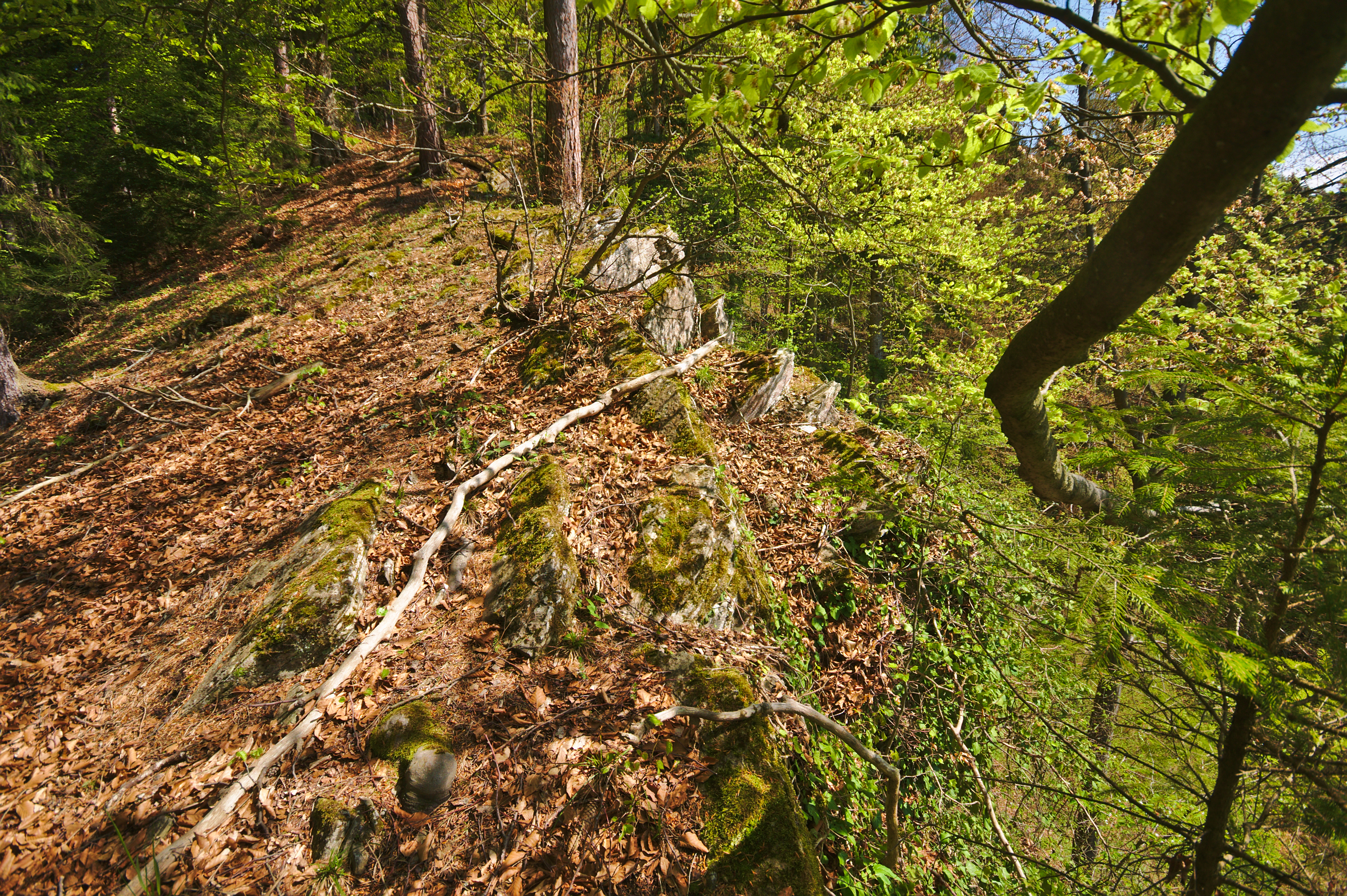
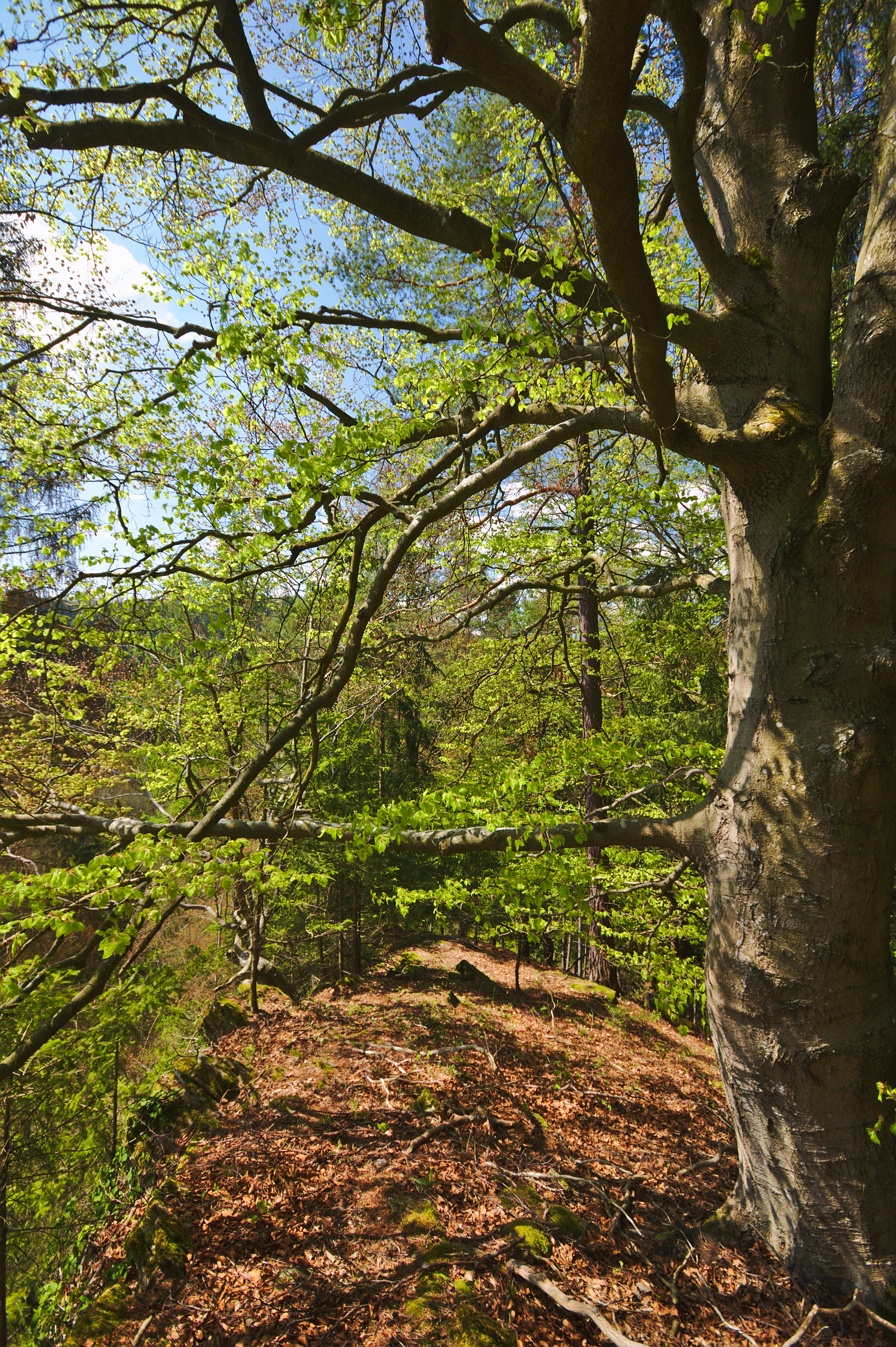